# Czeska Rada Narodowa
Czeska Rada Narodowa (czeski: Česká národní rada, ČNR) – parlament Czech istniejący w latach 1968–1992. Powstał w wyniku Praskiej Wiosny w 1968 r. po przekształceniu Czechosłowacji w federację. Liczyła 200 deputowanych, wybieranych na 4-letnią kadencję. Przekształcona 1 stycznia 1993 r. w Izbę Poselską na mocy nowej konstytucji Republiki Czeskiej. Siedzibą obrad był Thunovský palác w Pradze.

## Przewodniczący Czeskiej Rady Narodowej
- 1968–1969 Čestmír Císař
- 1969–1981 Evžen Erban
- 1981–1989 Josef Kempný
- 1989–1990 Jaroslav Šafařík
- 1990–1992 Dagmar Burešová
- 1992–1992 Milan Uhde